# Mambanda
Mambanda est un quartier populaire de la commune d'arrondissement de Bonabéri (Douala IV), subdivision de la Communauté urbaine de Douala.

## Géographie
Le quartier est situé sur les rives du fleuve Wouri à l'ouest de la zone industrielle de Bonabéri et au sud de la route nationale 3. Il a une superficie de 500 Hectares.

## Histoire
Un arbre appelé Matanda est à l'origine de l’appellation du quartier.

## Enseignement
- Lycée bilingue de Mambanda
- CETIC de Bonaberi
- École communale Mambanda[3].

## Cultes
La paroisse catholique Notre-Dame du Rosaire de Mambanda, fondée en 2007 relève de la doyenné Wouri VIII de l'Archidiocèse de Douala.

## Économie
La pêche artisanale est pratiquée sur le fleuve Wouri, un marché aux poissons et une coopérative sont soutenus par une fondation humanitaire en 2017.